# Räder-Raupen kampfwagen
De Räder-Raupen Kampfwagen M28 GFK (Nederlands: Wielen-rupsen gevechtswagen), ook wel de Landsverk-L5, was een Duits-Zweeds tank-project in de jaren twintig van de twintigste eeuw. De bedoeling was om een tank te creëren die zowel op wielen en rupsbanden kon rijden. In totaal zijn er zes prototypes gebouwd. De Reichswehr stopte verdere ontwikkeling maar Zweden ging door met de ontwikkeling.

## Ontwikkeling
Door de Britten geïnspireerd startte Duitsland in de jaren twintig van de twintigste eeuw een project onder leiding van ingenieur Merker. Verschillende van die projecten kwamen tot een prototype waaronder de Räder-Raupen Kamfwagen M28, ook wel Räder M28 of GFK genoemd. Door het Verdrag van Versailles mocht Duitsland echter geen gepantserde voertuigen meer ontwikkelen, laat staan bezitten. Daardoor werkten ze samen met het Zweedse bedrijf Landsverk. In Zweden werd het project dan ook aangeduid met Landsverk L-5. In totaal werden er zes prototypes geproduceerd in Duitsland, waarvan slechts één voertuig werd voorzien van een gepantserde opbouw en toren. Het eerste prototype werd voltooid in 1929. In 1930 werden er nog vijf geproduceerd.  De eerste drie tanks werden uitgerust met een 4-cilinder benzinemotor Daimler-Benz 50 pk, en de andere drie met een 70 pk motor Bussing-NAG D7. In de nummers één tot vier werd het schakelsysteem (Hubvorrichtung) aangedreven door een elektrische motor en in de nummers vijf en zes door een hydraulische motor. Een van de tanks werd naar de USSR gestuurd om getest te worden op het testterrein Kama. De andere vijf bleven in Duitsland. De testresultaten waren echter vrijwel identiek. In het ontwerp van Merker bleken veel fatale fouten te zitten. Veel onderdelen braken af. De vijf onderstellen in Duitsland zijn daar ook gesloopt. Waarschijnlijk is de tank die getest was in Kama teruggebracht naar Duitsland en daar voor 1933 ontmanteld. Verdere ontwikkeling van de wiel-rupsvoertuigen werd door de Reichswehr stopgezet, maar in Zweden zijn ze er mee door gegaan. Het ontwerp werd herzien en aan de hand van de testresultaten een nieuwe tank ontworpen, en werd de bekende L-30 gebouwd. Dit ontwerp functioneerde goed, maar het ontwerp moest het afleggen aan de L-10, een conventionele tank.

## Kenmerken
In het midden van de tank was het gevechtscompartiment, hier was plaats voor de schutter en de commandant. In de cilindervormige koepel waren een 37mm kanon en een 7.92mm MG Dreyse machinegeweer gemonteerd. Een tweede 7.92mm MG Dreyse machinegeweer was gemonteerd in de voorkant van de tank. Deze werd bediend door de bestuurder die voorin zat. Voor het 37mm kanon konden 200 granaten vervoerd worden en voor de machinegeweren konden 2000 kogels meegenomen worden. Achter in de tank zat een tweede bestuurder, dit moest de mobiliteit en stabiliteit van de tank verbeteren. Het voertuig kon zowel op wielen als op rupsbanden rijden.